# 库尔班·阿里·哈立德
库尔班·阿里·哈立德（俄語：Курбангали Халиди，1846年11月30日—1913年），塔塔尔族伊斯兰教学者、历史学家。生于哈薩克斯坦阿亞古兹，后迁居中国新疆塔城。著有《东方五史》等。

## 生平
哈立德出生於哈薩克斯坦阿亞古兹一個哈薩克族家庭，但他稱自己是一個諾蓋人（韃靼人)。18世纪买德勒汗盛世之时，随其当商人的喀山父亲迁居新疆塔城。母親是哈薩克人。哈立德早年在阿亚库孜、塞米巴拉金斯克等地的经文学堂学习，到1871年，他獲得了阿訇等級。成年后，在塔城清真寺担任伊玛目、卡迪30多年，后投身历史著述。
他精通中亚多种语言以及阿拉伯语、波斯语，在宗教历史、地理、语言文学方面很有造诣。他游历过天山南北及中亚、西亚，用21年时间，在1896年用塔塔尔文写成《东方五史》。该书记述了新疆和中亚突厥语系诸民族的族源、历史、相互之间的关系、伊斯兰教的传播及影响，介绍了天文、地理、语言文学、风土人情等知识。维吾尔族史书《伊米德史》曾借鉴该书，并多处引用该书的段落。他还著有《新讯史录》，其中记载了维吾尔族古代城市史、麻札史和回族史。他创作的诗歌在民间流传。
他是把俄国加斯普林斯基创办的《译文报》传到新疆塔城的第一人。在《东方五史》中哈立德写道，他在伊斯兰历1316年舍尔邦月十五日（即公元1899年12月29日）在塔城创办了“扎吉德”学校。他在为1902年6月21日《译文报》所写的报道中称：“维吾尔族学生在短时间内学会识字，并在考试中取得好成绩，当然离不开加斯普林斯基创造并快速推广的‘扎吉德’教学法。”
哈立德使用突厥語、塔塔爾語、奧斯曼土耳其語、察合台語和哈薩克語口語寫作，因此，即使是有經驗的學者，研究和翻譯他的作品可能會很困難。